# Resolución 1429 del Consejo de Seguridad de Naciones Unidas
La resolución 1429 del Consejo de Seguridad de Naciones Unidas, adoptada unanimamente el 30 de julio de 2002, después de recordar las previas resoluciones sobre la situación en Sahara Occidental , particularmente las resoluciones 1359 (2001) y 1394 (2001), el Consejo extendió el mandato de MINURSO por seis meses hasta el 31 de enero de 2003.

## Resolución
El Consejo de Seguridad expresó su preocupación por la falta de avances hacia una solución política de la disputa entre Marruecos y el Frente Polisario, que seguía siendo una posible fuente de inestabilidad para la región del Magreb . Reafirmó su compromiso de ayudar a las partes a lograr una solución duradera que prevea la libre determinación del pueblo del Sáhara Occidental. Se elogió a las partes por su respeto del alto el fuego y también se elogiaron los esfuerzos de la MINURSO.
El Consejo apoyó los esfuerzos del Secretario General Kofi Annan y de su Enviado Personal James Baker III para encontrar una solución a la prolongada disputa entre Marruecos y el Frente Polisario .  Además, se pidió a las partes y a los Estados de la región que cooperaran con el Secretario General y su Enviado Personal.
La resolución acogió con satisfacción la liberación de 101 prisioneros de guerra y pidió al Frente Polisario que liberara a los prisioneros restantes en virtud del derecho internacional humanitario . Se pidió a ambas partes que cooperaran con el Comité Internacional de la Cruz Roja para resolver la cuestión de las personas desaparecidas desde el comienzo del conflicto.  También se instó a las partes a que aplicaran medidas de fomento de la confianza con el Alto Comisionado de las Naciones Unidas para los Refugiados (ACNUR) y a que la comunidad internacional apoyara al ACNUR y al Programa Mundial de Alimentos para superar el deterioro de la situación alimentaria entre los refugiados . 
Por último, se pidió al Secretario General que presentara una evaluación de la situación y la reconfiguración de la MINURSO antes del 31 de enero de 2003.